# Barcelona metróállomásainak listája
Ez a lista a Barcelonai metró állomásait sorolja fel vonalankénti bontásban.

## Állomások vonalanként

### 1-es metróvonal
Hospital de Bellvitge - Fondo
- Hospital de Bellvitge
- Bellvitge
- Avinguda Carrilet (L8)
- Rambla Just Oliveras
- Can Serra
- Florida
- Torrassa
- Santa Eulàlia
- Mercat Nou
- Plaça de Sants (L5)
- Hostafrancs
- Espanya (L3, L8)
- Rocafort
- Urgell
- Universitat (L2)
- Catalunya (L3, L6, L7)
- Urquinaona (L4)
- Arc de Triomf
- Marina
- Glòries (T4)
- Clot (L2)
- Navas
- Sagrera (L5)
- Fabra i Puig
- Sant Andreu
- Torras i Bages
- Trinitat Vella
- Baró de Viver
- Santa Coloma
- Fondo

### 2-es metróvonal
Paral·lel - Badalona Pompeu Fabra
- Paral·lel (L3, Funicular de Montjuïc)
- Sant Antoni
- Universitat (L1)
- Passeig de Gràcia (L3, L4)
- Tetuan
- Monumental
- Sagrada Família (L5)
- Encants
- Clot (L1)
- Bac de Roda
- Sant Martí
- La Pau (L4)
- Verneda
- Artigues-Sant Adrià
- Sant Roc (T5)
- Gorg (L10) (T5)
- Pep Ventura
- Badalona Pompeu Fabra

### 3-as metróvonal
Zona Universitària - Canyelles
- Zona Universitària (T1, T2, T3)
- Palau Reial (T1, T2, T3)
- Maria Cristina (T1, T2, T3)
- Les Corts
- Plaça del Centre
- Sants Estació (L5)
- Tarragona
- Espanya (L1, 8)
- Poble Sec
- Paral·lel (L2, Funicular)
- Drassanes
- Liceu
- Catalunya (L1, 6, 7)
- Passeig de Gràcia (L2, L4)
- Diagonal (L5; Provença: 6, 7)
- Fontana
- Lesseps
- Vallcarca
- Penitents
- Vall d’Hebron
- Montbau
- Mundet
- Valldaura
- Canyelles
- Roquetes
- Trinitat Nova (L4, L11)

### 4-es metróvonal
Trinitat Nova - La Pau
- Trinitat Nova (L11)
- Via Júlia
- Llucmajor
- Maragall (L5)
- Guinardó – Hospital de Sant Pau
- Alfons X
- Joanic
- Verdaguer (L5)
- Girona
- Passeig de Gràcia (L2, L3)
- Urquinaona (L1)
- Jaume I
- Barceloneta
- Ciutadella-Vila Olímpica
- Bogatell
- Llacuna
- Poblenou
- Selva de Mar
- El Maresme-Fòrum
- Besòs Mar
- Besòs
- La Pau (L2)

### 5-ös metróvonal
Cornellà Centre - Vall d'Hebron
- Cornellà Centre (T1, T2)
- Gavarra
- Sant Ildefons
- Can Boixeres
- Can Vidalet
- Pubilla Cases
- Ernest Lluch
- Collblanc
- Badal
- Plaça de Sants (2)
- Sants Estació (3)
- Entença
- Hospital Clínic
- Diagonal (3; Provença: 6, 7)
- Verdaguer (4)
- Sagrada Família (2)
- Sant Pau – Dos de Maig
- Camp de l'Arpa
- Sagrera (1)
- Congrés
- Maragall (4)
- Virrei Amat
- Vilapicina
- Horta
- El Carmel
- El Coll - La Teixonera
- Vall d’Hebron (3)

### 6-os metróvonal
Pl. Catalunya - Sarrià
- Barcelona - Plaça Catalunya(1, 3, 7)
- Provença (7; Diagonal: 3, 5)
- Gràcia (7)
- Sant Gervasi
- Muntaner
- La Bonanova
- Les Tres Torres
- Sarrià (12)

### 7-es metróvonal
Pl. Catalunya - Av. Tibidabo
- Barcelona - Plaça Catalunya (L1, L3, L6)
- Provença (L6; Diagonal: L3, L5)
- Gràcia (L6)
- Plaça Molina
- Pàdua
- El Putxet
- Avinguda Tibidabo (Tramvia Blau)

### 8-as metróvonal
Barcelona - Moli Nou
- Barcelona-Plaça Espanya (L1, L3)
- Magòria-La Campana
- Ildefons Cerdà
- Europa-Fira
- Gornal
- Sant Josep
- L'Hospitalet-Avinguda Carrilet (L1)
- Almeda
- Cornellà-Riera
- Sant Boi
- Molí Nou-Ciutat Cooperativa

### 9-es metróvonal
Can Zam - La Sagrera
- Can Zam
- Singuerlín
- Església Major
- Fondo
- Santa Rosa
- Can Peixauet
- Bon Pastor
- Onze de Setembre
- La Sagrera (L1, L5 és L10)

### 10-es metróvonal
La Sagrera - Gorg
- La Sagrera (L1, L5 és L9)
- Onze de Setembre
- Bon Pastor
- Llefià
- La Salut
- Gorg (L2

### 11-es metróvonal
Trinitat Nova - Can Cuiàs
- Trinitat Nova (L4)
- Casa de l’Aigua
- Torre Baró-Vallbona (RENFE R7)
- Ciutat Meridiana
- Can Cuiàs

### 12-es metróvonal
Sarrià - Reina Elisenda
- Sarrià (6)
- Reina Elisenda

### Funicular de Montjuïc
A siklóvasút része a barcelonai közlekedési tarifa-rendszernek
- Paral·lel (2, 3)
- Parc de Montjuïc